# Боталово (микрорайон, город Бор)
Боталово — жилой район в северо-западной части города Бор Нижегородской области. Включает в себя четыре новых быстрорастущих микрорайона: Боталово, Боталово-2, Боталово-3 и Боталово-4. На северо-западе граничит с посёлком Неклюдово и тепличным комплексом ГК РОСТ в Телятьево, на западе — с микрорайоном Красногорка (через ж/д полотно), на юге — с военным городком (недействующим ныне) и деревней Боталово, микрорайонами Паново и Липовка, а также с Липовским кладбищем и деревней Горелово, на востоке с деревней — Белоусово, на севере — с деревнями Хрущево, Боталово (вклинивающейся между микрорайонами Боталово, -2, -3), Ивонькино и Шерстнево. 

## Общая информация
Микрорайоны Боталово-2, Боталово-3 и Боталово-4 примечательны тем, что в них  реализуются государственные, областные и местные социальные программы по обеспечению жильём различных слоёв населения - учителя и врачи, сироты, многодетные семьи, семьи военных, погорельцы, попавшие под программу расселения аварийного фонда и т.п.. Участникам программ предоставляются либо готовые дома, либо земельные участки, а также квартиры в многоквартирных домах. По неподтверждённым данным, в посёлках Боталово, в общем, проживает более 3 000 человек (1000 домов). 
Все микрорайоны представляют собой частный сектор - коттеджные поселки, с благоустроенной территорией и подведенной инженерной инфраструктурой — газоснабжение, водоснабжение, водоотведение, электрификация, доступ в Интернет. Тем не менее, степень обустроенности (доступность инфраструктуры) для жителей в микрорайонах различается, в зависимости от условий реализованной программы. Общее число домов во всех микрорайонах Боталово - около 1 000.  Часть домов построено по типовым проектам в соответствии с социальными программами. При этом значительная часть типовых домов, реализованных государством по соц. проектам (бесплатно), построено из дерева по каркасной технологии. В жилом районе Боталово-2 в 2007-2008 г.г. по губернаторской программе были построены дома для учителей и врачей из клеёного бруса. Другая часть домов построена и строится по индивидуальным проектам владельцев участков самыми разными способами. Также в Боталово-4 есть несколько каменных многоквартирных домов малой этажности (2-3 этажа) для предоставлении социального жилья, о проблемах с одним из которых сообщалось в СМИ. Ведётся строительство ещё пяти таких многоквартирных домов для социального жилья.  
В настоящее время выданные в собственность по различным социальным государственным программам земельные участки, здания и квартиры используются и реализуются владельцами на общих основаниях.  

## Структура

### Боталово
Занимает юг центральной части жилого района. С севера граничит с деревней Боталово, с запада с микрорайоном Боталово-2, с юга с территорией бывшего военного городка и микрорайоном Паново, с востока с микрорайоном Липово.
Все строения расположены по адресу "жилой район Боталово" вдоль проходящей через центр микрорайона с северо-запада на юго-восток дороги, ближайшая улица — улица Толстого, образующая восточную границу микрорайона.

### Боталово-2
Составляет западную окраину жилого района. Вытянут с северо-запада на юго-восток вдоль от расположенной с юго-западной стороны железной дороги. На севере граничит с поселком Неклюдово, с северо-востока с деревней Хрущево, с востока с деревней Боталово, с юга с территорией бывшего военного городка. К западу от микрорайона за полотном железной дороги расположены микрорайон Красногорка и ФОК "Красная Горка".
Улицы (с запада на восток): Ярмарочная, Нижегородская, Губернская и Бугровых. Все улицы расположены по оси северо-запад — юго-восток, между ними безымянные проезды. 
В частности, непосредственно на территории Боталово-2 магазины и остановки общественного транспорта отсутствуют, для жителей организованы следующие виды централизованных коммуникаций: электричество, водопровод, газ и подключение к сети Интернет (Ростелеком), а центральной системы водоотведения (канализации) нет. Также в Боталово-2 нет медицинского пункта. Тем не менее в пределах 1 километра от границ Боталово-2 есть две остановки общественного транспорта и станция пригородных электропоездов, несколько магазинов и центральная районная больница и большой физкультурно-оздоровительный комплекс "Красная Горка".  В 2019 г. по программе поддержки местных инициатив в Боталово-2 построена спортивная площадка, а силами местных жителей (без участия муниципальных властей)  организована детская площадка для детей дошкольного возраста. 

### Боталово-3
Представляет собой центральную часть жилого района. К северу расположены деревни Квасово и Телятьево, к востоку микрорайон Боталово-4, к югу и юго-западу деревня Боталово, к западу деревня Хрущево.
Улицы (с запада на восток): Данилова, Гурвича, Калашникова, Кабанова, Щукина, Никанорова, Филатова, Негина, Мыльникова. Все улицы вытянуты по оси север — юг, между ними безымянные проезды.
На территории микрорайона организован городской общественный транспорт с движением по г. Бор, остановки: Боталово-3 и Ивонькино. 
В южной части расположена православная часовня в честь святых Петра и Февронии Муромских. Также рядом здание небольшого торгового центра с несколькими магазинами  и пунктами выдачи Интернет-заказов.

### Боталово-4
Является восточной половиной жилого района. К северу от микрорайона расположена деревня Ивонькино, с востока деревня Белоусово, с юга деревня Горелово и Липовское кладбище, с запада микрорайон Боталово-3.
Улицы (с севера на юг): Киевская, Минская, Новороссийская, Бресттская, Одесская, Керченская, Смоленская, Московская, Ленинградская (и ее продолжение улица Транснефти), Русаловская, Металлургов, Литейная, Тульская, Курская и Псковская. Все улицы вытянуты по оси запад — восток, между ними безымянные проезды. 
В Боталово-4 также построены два муниципальных образовательных учреждения - детские сады «Дюймовочка» и «Антошка». В 2024 году введена в эксплуатацию  общеобразовательная школа No.14 на 1000 мест (сайт школы: bor-botalovo-shkola14.ru). Также на территории микрорайона расположены медицинский пункт, магазины, спортивная и детская площадки. 
В центре микрорайона Боталово-4 в одном здании размещен небольшой торговый центр с несколькими магазинами ("Пятерочка" и "Ерш"), аптекой и пунктом выдачи Интернет-заказов WB.
Остановки общественного транспорта: Боталово-4, Ленинградская, Боталово-Конечная, Белоусово.

### Боталово-5
В июле 2013 года, появилась информация, что рядом будет организован новый посёлок - Боталово-5, общей площадью более 30 га. 200 участков на территории этого нового посёлка планируется передать в распоряжении гражданам по различным социальным программам (прежде всего многодетным семьям со всей Нижегородской области). Эта информация получила подтверждение в 2017 году.